# 戸田秀雄
戸田 秀雄（とだ ひでお、1966年11月4日 - ）は、日本の男性プロレスラー。国際プロレスプロモーション所属。イベント企画「ちがさきプロレス」の代表を務める。神奈川県茅ヶ崎市東海岸出身。

## 経歴
1966年、神奈川県茅ヶ崎市に生まれる。幼い頃は喘息を患っており、身体も小さかった。特にこれといった将来像も無く少年時代を過ごし、フリーターとなる。26歳のときに見かねた母から茅ヶ崎市内のスポーツクラブに誘われ、そのスポーツクラブで働いていたプロレスラーと出会う。自分と全く違う肉体に感銘を受け、自分のトレーニングを開始。そのプロレスラーとの交流が生まれ、試合にもついて行くようになった。
1997年3月総合格闘技道場に入門する。翌1998年3月21日に横浜文化体育館（神奈川県横浜市中区）で31歳の遅咲きながらリングデビューを果たす。 
普段は茅ヶ崎市内で高齢者ヘルパーの職に就いている。
2015年7月に群馬県太田市の「おおた夏まつり」で開かれたプロレスイベントに出場した戸田と安倍健治は駅前に設置された特設リングに上った。行政を上げてイベントと観客の盛り上がりに感銘を受け、安倍も茅ヶ崎市出身であったこともあって、地元の茅ヶ崎にもこの熱気を興したいと、2016年には地域密着型となるイベント企画「ちがさきプロレス」を発足させ、2016年6月に初興業を行った。市内の飲食店などもちがさきプロレスへの賛同を行っている。なお、ちがさきプロレスの運営は戸田がボランティアで行っており、出場した際のギャラももらっていない。

## 得意技
- えぼし岩クラッシュ - 相手を担いで頭から落とす技[2]
- パイルドライバー